# Cybaeus simplex
Cybaeus simplex är en spindelart som beskrevs av Roth 1952. Cybaeus simplex ingår i släktet Cybaeus och familjen vattenspindlar. Inga underarter finns listade i Catalogue of Life.